# Hautbois (orgue)
Pour l'instrument d'orchestre, voir Hautbois.
Le hautbois est un jeu d'orgue appartenant à la famille des jeux d'anche, spécifiquement à anche battante. Il est le jeu de détail par excellence.
Jeu de 8 pieds, il est à l'unisson des dessus de trompette. Il a une harmonie gracieuse et son timbre se rapproche de l'instrument d'orchestre. Ce timbre est obtenu par la forme du corps sonore dont la tige conique très peu évasée est terminée par un entonnoir (cône renversé).
Jeu de solo, le hautbois est placé au Récit, qui à l'origine, n'avait que trente notes. Aujourd'hui encore le hautbois ne commence qu'à l'UT 3 ; il est complété dans les basses par des tuyaux de basson de petite taille, on l'appelle alors basson-hautbois.

## Bref historique
Le hautbois existait en 1510 à la Basilique Saint-Michel de Bordeaux ; il était sans doute de 4 pieds et ne parlait que sur une petite étendue de registre ; il était complété dans les dessus par ce qu'on appelait le cornet à anches qui n'était en fait qu'une simple trompette ou une sacqueboute, peut-être même une voix humaine. Au XVIIe siècle, quelques jeux d'anche disparaissent, d'autres les remplacent ; le hautbois tombe ainsi dans l'oubli. Au XVIIIe siècle, il réapparaît ; il sera de trente notes et sera employé couramment à partir de 1770. Il était complété alors dans la basse par la basse de cromorne ou par une  basse de clairon ou mieux par des tuyaux de basson. Ce dernier jeu apparaît à la fin du XVIIIe siècle.

La palette sonore d'Aristide Cavaillé-Coll :
La construction de l'orgue de Sainte-Clotilde se situe au début de la deuxième période de la facture de Cavaillé-Coll. Cette période s'étend de 1859 à 1875 environ. L'instrument déploie une palette sonore nouvelle parmi ses quarante-six jeux répartis sur trois claviers et pédale. L'harmonisation soignée et fine de l'ensemble, les nuances contrastées qu'autorisait la boîte expressive du Récit, de même qu'une certaine carence au niveau des pédales de combinaison (pas d'accouplement Réc./G.-O., pas de tirasse Réc.), expliquent pour une bonne part les registrations et les notations du Pater Seraphicus (doublures de la pédale par la main gauche lorsque l'on joue au Récit, mélanges impraticables ailleurs : Fonds 8, Hautbois, Trompette du Récit par exemple.

## Usage
Exemples de hautbois en solo : Pastorale de César Franck, Cantabile de la Cinquième Symphonie de Charles-Marie Widor, Minuetto de Eugène Gigout, Prélude pour la Toussaint de Henri Dallier, Pastorale de Charles Tournemire.